# Bart Simpson's Guide to Life
Bart Simpson's Guide to Life (VK Editie: ISBN 0-583-33168-8, VS Editie ISBN 0-06-096975-X) is een boek gebaseerd op de animatieserie The Simpsons.

## Achtergrond
Het boek is gepubliceerd in 1993 door HarperCollins. De inhoud is geschreven door meerdere auteurs, maar alleen Simpsons bedenker Matt Groening staat vermeld op de kaft.
Het boek geeft de lezer een kijkje in het leven van Bart Simpson. Het staat vol met “handige tips” en advies die zogenaamd door Bart zouden zijn gegeven.

## Introductie
Het boek begint met een eerbetoon aan Snowball I
Dedicated to the memory of Snowball I:
Whenever we hear a cat yowling at 3AM, whenever we slip on a slimy hairball, whenever we inhale the tart aroma of a neglected cat box, we think of you. 

## De rest van het boek
Het boek is opgedeeld in verschillende hoofdstukken en subhoofdstukken. Een compleet overzicht van deze hoofdstukken is:
- School
  - Show and Tell ideas!
  - Forgery!
  - Book Report writing!
  - Cheating!

- Food
  - Donuts!
  - Food Facts!
  - Table Manners!
  - Mealtime fun!

- Health & Fitness
  - The Human Body!
  - Dr. Barts Miracle Cures!
  - Bathtimes!
  - Cooties!
  - Beauty Secrets!

- Work & Money
  - Things to be and not to be when you grow up!
  - Work
  - Fast Cash
  - "How to negotiate allowance deals without getting spanked!"

- After Hours
  - Bart and Lisa's dream bedrooms!
  - How to stay up past your bedtime!
  - Dream guide!

- Parents
  - What parents think!
  - Lies your parents tell you!
  - How to annoy your parents!

- Art & Culture
  - Museum Etiquette!
  - How to be a Poetic Genius!
  - 7 Wonders of the World!

- Science
  - Barts Laws!
  - Nameology!
  - The Tree of Life!
  - Last-minute Science Experiments!

- Language & Communcation
  - Secret Languages!
  - Actions!
  - How to be a Transcontinental Trouble-maker!

- Animals
  - 9 Types of Dog!
  - The Ultimate Dream Pet!
  - Animal Brain Twisters!

- Sex
  - Grade School Romance!
  - Top 10 Preconcieved Notions About Girls and Boys!
  - Babies: Where do they come from!

- Psychology
  - Body Language!
  - Phobias!
  - Dr. Martin Monroe explains "The 3 Types of Brains!"

- Law & Order
  - Ways to get out of a fight!
  - College of Litigation!
  - Laws of the Lands!

- Xmas
  - Is Santa Real?!
  - The Ultimate Christmas Eve Trap!
  - The 12 Days of Christmas!
  - Sing-along!
  - Last minute Christmas Gifts!

- Strange Facts
  - "Weird mysteries of the universe that even I can't explain!"
  - Homer Simpson's "Howcumzits?!"
  - The Wonderful World of Monsters!
  - Aliens: They Walk Among Us!

- Religion
  - 7 Deadly Sins!
  - Zesty Prayers!
  - Annoying Questions to ask your Sunday School Teacher!
  - Heaven Vs. Hell!

## Andere feiten
- Op de eerste pagina staat de boodschap dat om “de zin van het leven” te ontdekken de lezer naar pagina X moet gaan. Op deze pagina staat echter weer een doorverwijzing naar een andere pagina. Dit gaat zo door tot de lezer uiteindelijk weer bij pagina 1 beland.

- Onderaan pagina 1 staat een voetnoot met een bedreiging voor iedereen die het boek gestolen heeft. Meer van dit soort voetnoten zijn elders in het boek te vinden.

- De achterkant van het boek bevat een parodie op de voedingswaardelijst die men normaal op een doos ontbijtgranen aantreft. Het boek bevat volgens deze lijst minder dan 2% van de minimale U.S. RDA aan niacine en riboflavine, maar 100% van de U.S. RDA aan vezels.

- De achterkant van het boek bevat ook een “ingrediëntenlijst van het boek”, met daarop onder andere papier, lijm en inkt.

- Op de laatste bladzijde staat een lijst met dingen die de lezer zoal met het boek kan doen, zoals brand stichten, het gebruiken als onderzetter of om hamburgers mee te pletten.

Homer Simpson · Marge Simpson · Bart Simpson · Lisa Simpson · Maggie Simpson · Abraham Simpson · Patty en Selma Bouvier · Jacqueline Bouvier · Mona Simpson · Santa's Little Helper · Snowball II · Familie Bouvier
Jasper Beardley · Comic Book Guy · Eddie en Lou · Maude Flanders · Ned Flanders · Professor Frink · Barney Gumble · Julius Hibbert · Lionel Hutz · Eerwaarde Lovejoy · Kapitein Horatio McCallister · Hans Moleman · Bleeding Gums Murphy · Apu Nahasapeemapetilon · Mayor Joe Quimby · Dr. Nick Riviera · Agnes Skinner · Cletus Spuckler · Squeaky Voiced Teen · Disco Stu · Moe Szyslak · Kirk Van Houten · Luann Van Houten · Chief Clancy Wiggum
Gary Chalmers · Rod en Todd Flanders · Jimbo Jones · Kearney · Edna Krabappel · Otto Mann · Nelson Muntz · Martin Prince · Seymour Skinner · Milhouse Van Houten · Ralph Wiggum · Groundskeeper Willie · andere studenten
Montgomery Burns · Carl Carlson · Lenny Leonard · Waylon Smithers
Itchy en Scratchy · Kent Brockman · Krusty de Clown · Troy McClure · Rainier Wolfcastle · Radioactive Man
Snake · Kang & Kodos · Sideshow Bob · Fat Tony
Treehouse of Horror
Bart vs. the World · Bart Simpson's Escape from Camp Deadly · The Simpsons Arcadespel · Bart vs. the Space Mutants · Bart's House of Weirdness ·Bart vs. The Juggernauts · Krusty's Fun House · Bartman Meets Radioactive Man · Bart's Nightmare · The Itchy and Scratchy Game · Virtual Bart · Bart and the Beanstalk · Itchy & Scratchy in Miniature Golf Madness · Cartoon Studio · Virtual Springfield · Night of the Living Treehouse of Horror · Bowling · Wrestling · Road Rage · Skateboarding · Hit & Run · The Simpsons Game · The Simpsons: Tapped Out
The Simpsons · The Simpsons Pinball Party
Strips: Simpsons Comics · Bart Simpson serie · Itchy & Scratchy Comics · Bart Simpson's Treehouse of Horror · Futurama/Simpsons Infinitely Secret Crossover Crisis
Tijdschrift: Simpsons Illustrated
Boeken: Bart Simpson's Guide to Life · Family Album · Library of Wisdom · Complete Guides · Planet Simpson · The Simpsons and Philosophy
Actiefiguurtjes: World of Springfield
The Simpsons Movie
Bankgrap ·
Canyonero · 
D'oh! · 
Duff Beer · 
Schoolbordgrap · 